# Amt Balve
Das Amt Balve existierte zwischen dem 14. und Anfang des 19. Jahrhunderts als Teil des Herzogtums Westfalens. In der preußischen Provinz Westfalen und in Nordrhein-Westfalen bestand das Amt Balve im Kreis Arnsberg bis zur Gemeindereform im Jahr 1975. Danach ging es zu Teilen in den Städten Balve, Neuenrade, Menden, Hemer und Sundern auf.

## Geschichte
Das Amt Balve lässt sich bis ins 14. Jahrhundert zurückverfolgen und bestand neben der Stadt Balve noch aus mehreren Kirchspielen und Bauerschaften.
1802 wurde das Amt Balve mit dem Herzogtum Westfalen von Hessen-Darmstadt in Besitz genommen. Nach einer Verwaltungsreform 1811 gehörten die Stadt Balve, die Stadt Allendorf, die Freiheit Hagen, die Freiheit Affeln, die Freiheit Langscheid und die Schultheißenbezirke Garbeck, Küntrop, Altenaffeln, Langenholthausen, Beckum, Volkringhausen, Hövel, Holzen vorm Lür, Stockum und Amecke zum Gebiet des Amtes Balve.
1817 wurde ein Jahr nach dem Übergang an Preußen der westliche Teil des hessisch-westfälischen Amtes Balve, bestehend aus den Kirchspielen Balve und Affeln, dem Kreis Iserlohn zugeordnet und bildete dort die Bürgermeisterei Balve. Am 1. Januar 1832 wurden die Kirchspiele Balve und Affeln bzw. die Bürgermeisterei Balve aus dem Kreis Iserlohn in den Kreis Arnsberg umgegliedert.
Im Rahmen der Einführung der Landgemeindeordnung von 1841 für die Provinz Westfalen wurde 1843 im Kreis Arnsberg aus der Bürgermeisterei Balve das Amt Balve gebildet. Es umfasste bis 1969 zwölf Gemeinden:
- Affeln, Freiheit
- Altenaffeln
- Asbeck
- Balve, Stadt[8]
- Beckum
- Blintrop
- Eisborn
- Garbeck
- Küntrop
- Langenholthausen
- Mellen
- Volkringhausen

1970 hatte das Amt eine Ausdehnung von 108,1 km² und 11.443 Einwohner.
Am 1. Januar 1969 schied Küntrop durch das Gesetz zur Neugliederung des Landkreises Altena aus dem Amt aus und wurde in die Stadt Neuenrade im damaligen Kreis Lüdenscheid eingegliedert.
Das verbleibende Amt Balve wurde zum 1. Januar 1975 durch das Sauerland/Paderborn-Gesetz aufgelöst:
- Balve, Beckum, Eisborn und Volkringhausen sowie die größten Teile von Garbeck, Langenholthausen und Mellen kamen zur neuen Stadt Balve, die Teil des neuen Märkischen Kreises wurde.
- Asbeck kam zur Stadt Menden im Märkischen Kreis.
- Affeln, Altenaffeln und Blintrop kamen zur Stadt Neuenrade im Märkischen Kreis.
- Ein kleiner Teil von Garbeck kam zur Stadt Hemer im Märkischen Kreis.
- Kleine Teile von Langenholthausen und Mellen kamen zur Stadt Sundern (Sauerland) im Hochsauerlandkreis.

## Wappen
| Wappen des Amtes Balve bis 1975 | Blasonierung Geteilt und unten gespalten, oben wachsend in Silber der Heilige Petrus im roten Gewand mit goldenem Schlüssel in der Rechten und goldenem Buch in der Linken; unten von Silber und Blau gespalten, vorn am Spalt ein halbes schwarzes Kreuz, hinten ein halber silberner goldbewehrter Adler. Beschreibung Das Wappenbild ist einem alten Gerichtssiegel des Amtes Balve aus dem Jahr 1550 entnommen. Sankt Petrus ist der Patron des Erzbistums Köln und das halbe schwarze Kreuz stehen für die frühere Zugehörigkeit zum kurkölnischen Herzogtum Westfalen. Der halbe Adler und die Farben Blau-Silber erinnern an die Zugehörigkeit Balves zur Grafschaft Arnsberg bis 1368. Die amtliche Genehmigung erfolgte am 5. März 1957. |

## Amtleute

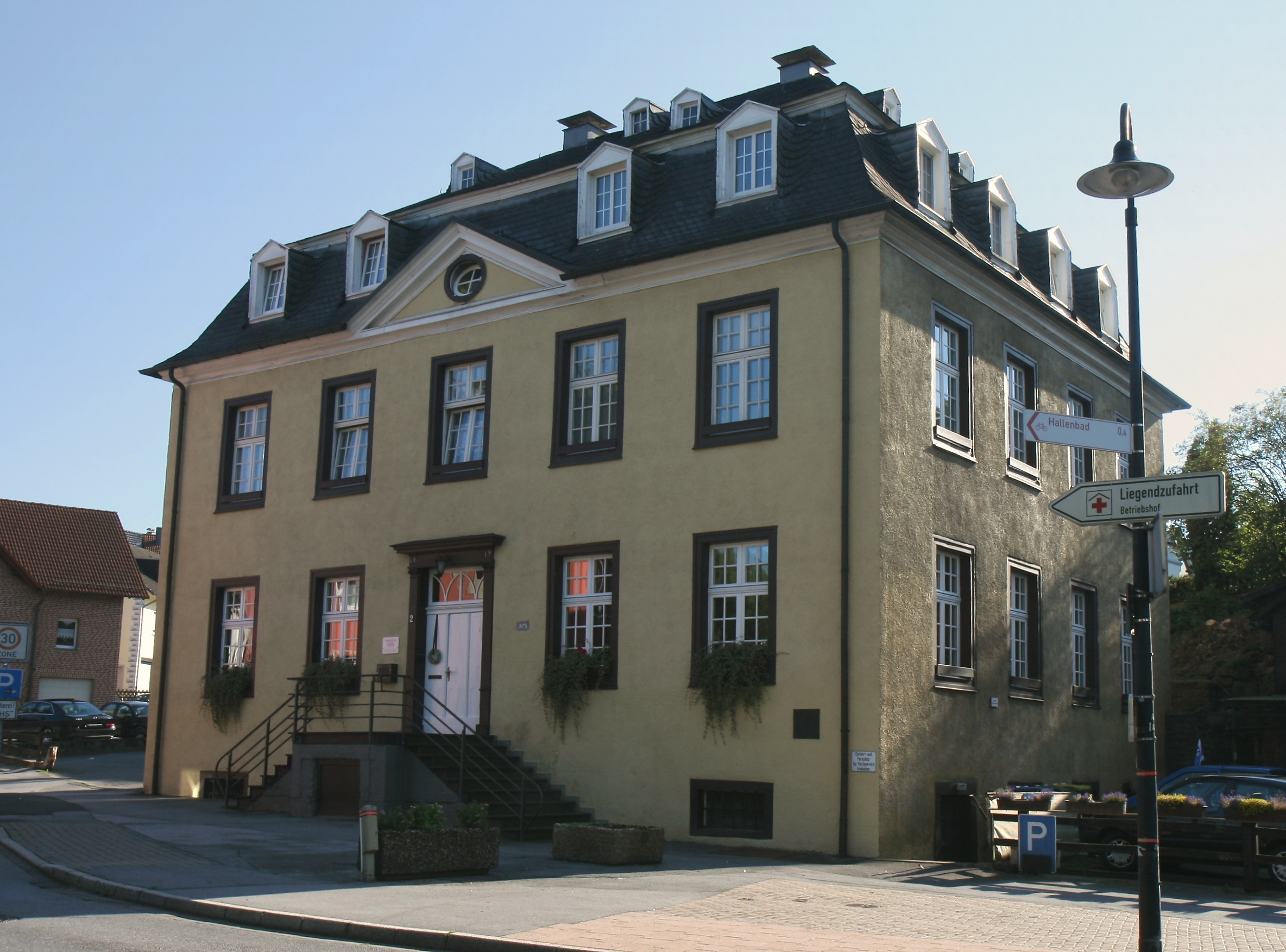
Gebäude Dechant-Amecke-Weg 2 in Balve, von 1830 bis 1900 Sitz der Amtsverwaltung

Amtleute oder Drosten waren seit dem Ende des 14. Jahrhunderts Mitglieder der Adelsfamilie von Schüngel. Diese wurden später von den Adligen von Hatzfeld abgelöst. Danach stellten die von Wrede die Amtmänner. Seit 1685 bis zum Ende des Herzogtums Westfalen waren die von Landsberg Inhaber des Amtes.
- 1341: Johannes genannt Wreden[12]
- 1392: Albert von Böckenförde genannt von Schüngel, Drost[13]

- 1418: Heydenreich und Albert de Schungele, Brüder[14]
- 1495/1498: Henneke von Hanxleden[15]
- 1539/1557: Henneke (Hennich) Schüngel[16]
- 1570–1600: Hermann von Hatzfeld[17]
- 1605: Stephan Wrede zu Melschede[18]
- 1665: Ferdinand von Wrede zu Melschede[19]
- 1742: Ferdinand von Landsberg[20]
- 1755–1785: Clemens August von Landsberg[21]
- 1785–1800: Paul Joseph von Landsberg[21]
- 1800 - : Engelbert von Landsberg[21]
- 1807–1810: Franz Schultes[22]
- 1810–1816: Ferdinand Hörster[22]
- 1859–1871: Johann Wilhelm Plaßmann

## Adlige Güter im 16. Jahrhundert
Im Gebiet des Amtes Balve existierten im Jahr 1560 nach dem Westfälischen Reiterbuch Rittergüter folgender Herren:
- Hermann von Hatzfeld, Herr zu Wildenburg, Amtmann zu Balve (Haus Wocklum)
- Arndt Schüngell zu Wockelheim (Wocklum)
- Caspar von Plettenbergh zu Holthausen (Haus Langenholthausen)
- Gerdt Wrede zur Sorpe
- Johann von der Recke zu Mellen
- Johann von Melschede zu Garbecke (Haus Garbeck)
- Cordt Wrede zu Melschede
- Weigandt von Hanxlede zu Herdringen
- Johann von Hanxlede zu Eißborn (von Haxthausen zu Haus Eisborn)